# 체폴라

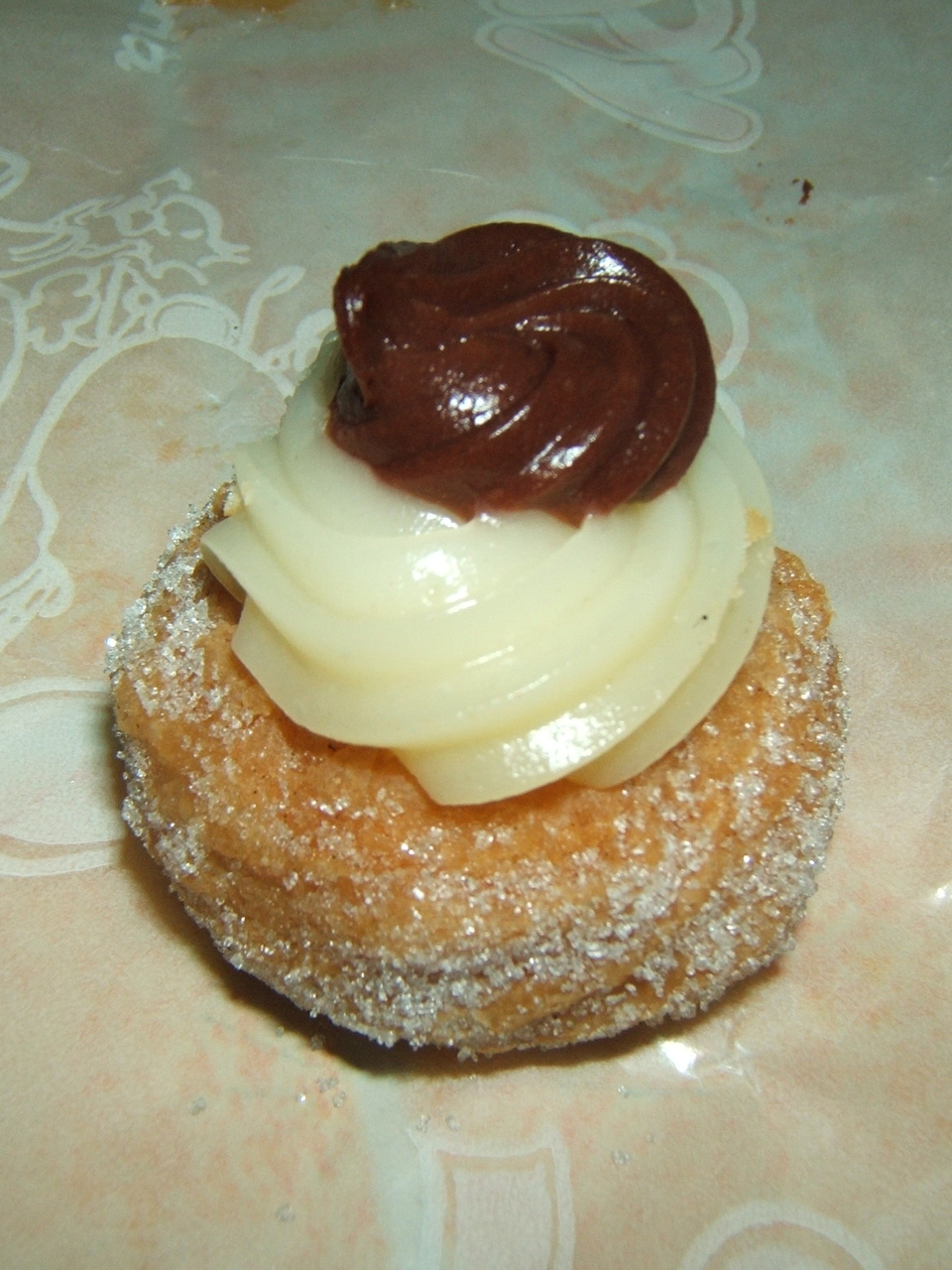
미니 체폴라

체폴라(이탈리아어: zeppola, 복수형 체폴레(zeppole))는 이탈리아 요리의 후식 중 하나이다. 로마와 나폴리에서 연원을 찾을 수 있는 전통 후식으로서 로마에서는 "성 주세페의 케이크"라는 뜻을 가진 비녜 디 산 주세페(Bignè di San Giuseppe)라고 부르기도 한다.
대개 도우를 가볍게 바싹 익혀내 건진 다음 위에 설탕 가루를 뿌리고 속으로는 카스타드와 과일 젤리, 버터와 꿀 혼합액 등으로 채운다. 재료에 따라 맛을 볼 때 촉감이 말랑말랑한 것도 있고 부풀어 오른 모양으로 만들어지는 것도 있다. 때로는 속에 안초비를 넣기도 하며 미국의 일부 지역에서는 체폴라를 크리스펠리스(Crispelli's)로 부르기도 한다.
체폴라는 전통적으로 성 주세페의 날에 먹으며 로마와 나폴리, 시칠리아에서는 거리에서 선물로 사서 주는 것이 일종의 관습이다. 지방에 따라 크리스마스 이브나 새해 맞이 기념으로 가족끼리 먹기도 한다.